# Theo Reinhardt
Theo Reinhardt (Berlim, 17 de setembro de 1990) é um desportista alemão que compete no ciclismo na modalidade de pista, especialista nas provas de perseguição por equipas e madison.
Ganhou quatro medalhas no Campeonato Mundial de Ciclismo em Pista entre os anos 2013 e 2020, e quatro medalhas no Campeonato Europeu de Ciclismo em Pista entre os anos 2012 e 2019.
Participou nos Jogos Olímpicos de Verão de 2016, ocupando o 5.º lugar na prova de perseguição por equipas.

## Medalheiro internacional
| Campeonato Mundial | Campeonato Mundial         | Campeonato Mundial | Campeonato Mundial      |
| Ano                | Lugar                      | Medalha            | Competição              |
| ------------------ | -------------------------- | ------------------ | ----------------------- |
| 2013               | Minsk ( Bielorrússia)      | Medalha de bronze  | Madison                 |
| 2018               | Apeldoorn ( Países Baixos) | Medalha de ouro    | Madison                 |
| 2019               | Pruszków ( Polónia)        | Medalha de ouro    | Madison                 |
| 2020               | Berlim ( Alemanha)         | Medalha de bronze  | Madison                 |
| Campeonato Europeu |                            |                    |                         |
| Ano                | Lugar                      | Medalha            | Competição              |
| 2012               | Panevėžys ( Lituânia)      | Medalha de prata   | Perseguição por equipas |
| 2014               | Baie-Mahault ( França)     | Medalha de prata   | Perseguição por equipas |
| 2018               | Glasgow ( Reino Unido)     | Medalha de prata   | Madison                 |
| 2019               | Apeldoorn ( Países Baixos) | Medalha de bronze  | Madison                 |

## Palmarés
2011 (como amador) 
- 1 etapa do Tour de Berlim

2013
- 1 etapa da Okolo jižních Čech

2017
- 1 etapa do Dookoła Mazowsza[3]

2018
- GP Buchholz